# 고니오미터

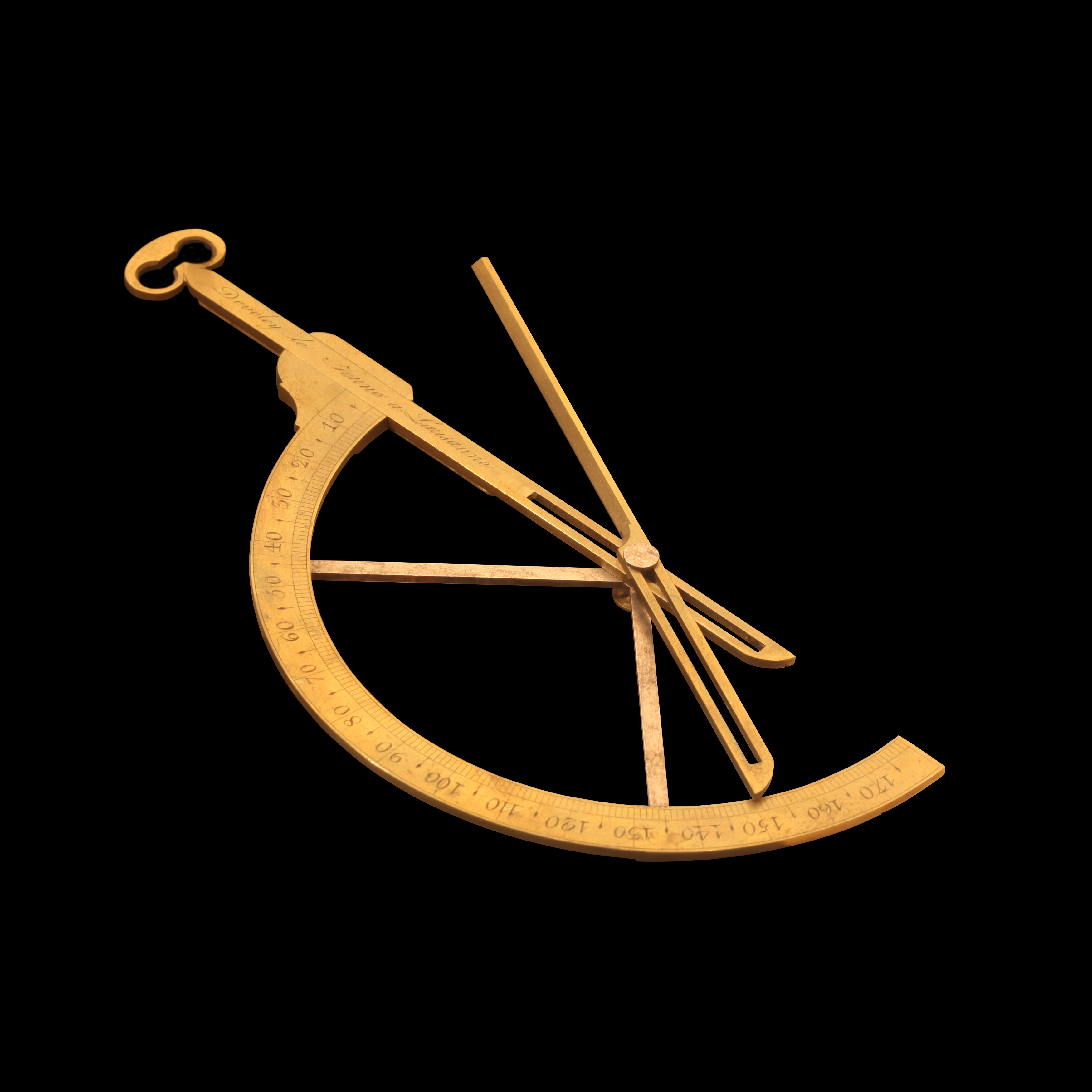
18세기 말~19세기 초의 고니오미터

고니오미터(goniometer) 또는 각도계(角度計), 측각기(測角器)는 각도를 재기 위해서, 또 물체가 정확한 각도 위치로 회전할 수 있게 하기 위해 사용하는 기구이다.
천문관측의에서 파생된 고니오미터의 최초 기술은 1538년 게마 프리시우스에 의해서였다.

## 응용
조사, 통신, 결정학, 광측정, 의료용으로 사용된다. 그 중 광측정은 고니오포토미터를 통해 수행된다.

## 같이 보기
- 각도기
- 삼각법